# 後藤達太
後藤 達太（ごとう たつた、1923年10月7日 - 2016年3月31日）は日本の大蔵官僚。

## 来歴
東京府出身。府立一中、一高を経て、1947年3月 東京帝国大学法学部法律学科卒業。同年12月 高等試験行政科を合格。大蔵省に入省し、初任配属は専売局長官官房総務課。同期入省組には、長岡實（東証理事長、初代JT社長、大蔵事務次官、主計局長、大臣官房長、経済企画庁長官官房長）、三島由紀夫（小説家）、藤岡眞佐夫（アジア開発銀行総裁、国際金融局長）、渥美謙二（造幣局長）、亘理彰（内閣官房内閣審議室長、防衛事務次官）らがいる。1947年5月（前期）入省組には、大倉真隆（横浜銀行頭取、大蔵事務次官、主税局長、国際金融局長）、吉田冨士雄（エフエム富士会長、サントリー副社長、関税局長、国税庁次長）らがいる。
キャリア初期は税務関係の部署に複数所属し、延岡税務署長（1951年6月）や国税庁長官官房総務課長補佐（1952年8月）を務めた。1955年6月に銀行局金融検査官 兼 銀行局検査部管理課長補佐に移ると約3年間銀行局に務め、以後も（途中経済企画庁総合計画局計画官や国際金融局国際収支課長、関税局国際課長も経験しながら）長く銀行局関連のポストに就く。1975年7月に関税局長ににり、1976年6月に銀行局長に就任した。1977年6月10日に退官する。
退官後、1977年10月から航空貨物通関情報処理センター理事長となる。
1979年6月 日本航空常務取締役となり、1984年1月 には専務取締役に首運した（同年5月まで）。同年6月 西日本銀行（現・西日本シティ銀行）取締役会長に移り、1988年6月に頭取に就任した。1995年に再度取締役会長となる。2000年取締役相談役に退いた。後藤は北九州財務局長時代に当時の福岡シティ銀行頭取の四島司と親交を持ち、相談役になったのちに四島との間で西日本シティ銀行につながる経営統合の話を進めていたという。
2016年3月31日、肺炎で死去。

## 官歴
- 1947年12月：大蔵省入省。専売局長官官房総務課。
- 1948年3月：専売局長官官房総務課 兼 専売局煙草部監視課。
- 1949年6月：名古屋国税局。
- 1949年11月：大臣官房。
- 1949年12月：外資委員会事務局員。
- 1950年8月：外資委員会事務局審査第二課。
- 1951年4月：経済安定本部外資委員会事務局審査第二課。
- 1951年6月：延岡税務署長。
- 1952年8月：国税庁長官官房総務課長補佐。
- 1955年6月：銀行局金融検査官 兼 銀行局検査部管理課長補佐。
- 1956年4月：銀行局検査部総括金融検査官付課長補佐。
- 1957年7月：銀行局銀行課長補佐。
- 1958年6月：近畿財務局理財部次長。
- 1960年11月：為替局総務課長補佐。
- 1962年6月：経済企画庁総合計画局計画官。
- 1964年7月6日：国際金融局国際収支課長。
- 1965年7月15日：関税局国際課長。
- 1967年8月11日：銀行局検査部管理課長 兼 銀行局検査部金融検査官。
- 1968年6月25日：銀行局銀行課長。
- 1969年8月15日：銀行局総務課長。
- 1970年6月5日：北九州財務局長。
- 1971年8月10日：銀行局検査部長。
- 1972年11月14日：理財局次長（旧理財担当）。
- 1974年7月3日：大臣官房審議官（銀行局担当）。
- 1975年7月8日：関税局長。
- 1976年6月11日：銀行局長。
- 1977年6月10日：退官。

## 人物
九州「正論」懇話会の設立に携わっていた。
大蔵省時代、上司に対しても歯に衣着せずに、正論をぶつけた。「けんか達太」の異名を取っていた。
日本棋院九州本部長をつとめ、2003年、大倉喜七郎賞を受賞した。